# Randolph Caldecott

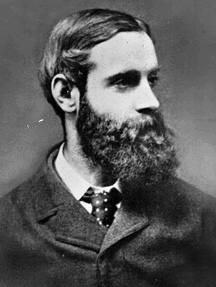
Foto

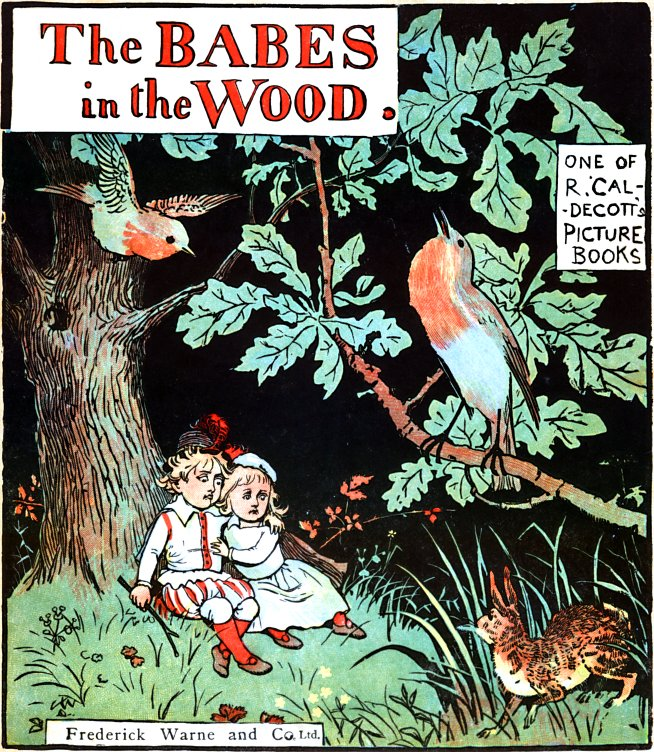
Tapa de The Babes in the Wood, ilustrado por Caldecott

Randolph Caldecott (Chester, 22 de marzo de 1846-San Agustín, 12 de febrero de 1886) fue un ilustrador británico que ha dado nombre a la Medalla Caldecott. Sus ilustraciones de libros del siglo XIX, sobre todo infantiles, le valieron el reconocimiento de la Royal Academy. También son conocidas sus ilustraciones satíricas.

## Biografía
El padre de Randolph, John Caldecott, era un hombre de negocios que estuvo casado dos veces y tenía trece hijos. Randolph fue el tercer hijo de su primera esposa, Mary Dinah (de soltera Brookes). 
Dibujante precoz, fue considerado un niño prodigio. En su juventud sufrió de fiebre reumática, cuyas secuelas arrastró toda la vida.
Tras graduarse en la King Henry VIII School en 1861, con quince años, su padre quiso que se formara en un banco de Whitchurch, Shropshire. La vida rural le atraía mucho, y a menudo caminaba, cabalgaba y cazaba como ilustran muchos de sus dibujos. En 1861, publicó su primer dibujo sobre un incendio en el Queen Railway Hotel en Chester en The Illustrated London News.
Se mudó a Mánchester en 1867, donde dio clases vespertinas en la Manchester School of Art. Otros dibujos se publicaron en periódicos y revistas y fue miembro del Brasenose Club, que promovía las artes y las ciencias.
En 1870, Caldecott conoció a través de su amigo, el pintor londinense Thomas Armstrong, al editor de la London Society, Henry Blackburn, quien publicó varios de sus dibujos en su publicación mensual. En 1872 se fue a vivir a Londres, donde ilustró para revistas como Punch, Harper's Monthly o New York Daily Graphic. Ese mismo año, Blackburn le ofreció a Caldecott la oportunidad de acompañarlo a Alemania e ilustrar su viaje a las montañas de Harz. El libro resultante se tituló The Harz Mountains: A Tour in the Toy Country (1873). En 1880 los dos repitieron su viaje juntos, esta vez a Bretaña, “Breton Folk: An Artistic Tour in Brittany”
En Londres vivió siete años. En 1879 se mudó a la casa Wybornes, cerca de Kemsing y se casó con Marian Brind el 18 de marzo de 1880. Más tarde comprarían otra casa en Surrey y alquilarían otra casa en Kensington.
Aquejado por su enfermedad, solía visitar sitios de clima templado y estuvo varias veces en el Mediterráneo. 
Falleció en una visita a Florida.